# Liste der Baudenkmäler in Feucht
Auf dieser Seite sind die Baudenkmäler in dem mittelfränkischen Markt Feucht zusammengestellt. Diese Tabelle ist eine Teilliste der Liste der Baudenkmäler in Bayern. Grundlage ist die Bayerische Denkmalliste, die auf Basis des Bayerischen Denkmalschutzgesetzes vom 1. Oktober 1973 erstmals erstellt wurde und seither durch das Bayerische Landesamt für Denkmalpflege geführt wird. Die folgenden Angaben ersetzen nicht die rechtsverbindliche Auskunft der Denkmalschutzbehörde.
 Diese Liste gibt den Fortschreibungsstand vom 15. April 2020 wieder und enthält 37 Baudenkmäler.

## Baudenkmäler nach Gemeindeteilen

### Feucht
| Lage                                                                          | Objekt                                                             | Beschreibung | Akten-Nr.                        | Bild           |
| ----------------------------------------------------------------------------- | ------------------------------------------------------------------ | --- | -------------------------------- | -------------- |
| Altdorfer Straße 9 (Standort)                                                 | Wohnhaus                                                           | Eingeschossiger Sandsteinquaderbau mit Steildach, zweite Hälfte 19. Jahrhundert                                                               | D-5-74-123-3 Wikidata            | weitere Bilder |
| Bahnhofstraße 30 (Standort)                                                   | Ehemaliges Streckenwärterhaus                                      | Streckenwärterhaus der Bahnstrecke Regensburg–Nürnberg, zweigeschossiger schmaler Sandsteinquaderbau mit Flachsatteldach, um 1871             | D-5-74-123-51 Wikidata           | weitere Bilder |
| Hauptstraße 1 (Standort)                                                      | Ehemaliger Forsthof                                                | Forsthaus: zweigeschossiger Sandsteinquaderbau mit Satteldach, Mitte 19. Jahrhundert                                                          | D-5-74-123-5 Wikidata            | weitere Bilder |
| Hauptstraße 1 f (Standort)                                                    | Ehemaliger Forsthof                                                | Kanzleigebäude: erdgeschossiger Sandsteinquaderbau mit Satteldach, Mitte 19. Jahrhundert                                                      | D-5-74-123-5 zugehörig Wikidata  | weitere Bilder |
| Hauptstraße 1 b (Standort)                                                    | Ehemaliger Forsthof                                                | Zerwirkgebäude: kleiner erdgeschossiger Sandsteinquaderbau mit Satteldach, Mitte 19. Jahrhundert                                              | D-5-74-123-5 zugehörig Wikidata  | weitere Bilder |
| Hauptstraße 1 (Standort)                                                      | Ehemaliger Forsthof                                                | Einfriedung: aus Sandstein, Mitte 19. Jahrhundert                                                                                             | D-5-74-123-5 zugehörig Wikidata  | weitere Bilder |
| Hauptstraße 24; Untere Kellerstraße 6 (Standort)                              | Katholische Pfarrkirche Herz Jesu                                  | Bau in neuromanischen Formen, nach Planung von Prof. Josef Schmitz/Jakob Schmeißner 1903/04, Langhaus 1955 neu errichtet; mit Ausstattung     | D-5-74-123-7 Wikidata            | weitere Bilder |
| Hauptstraße 24; Untere Kellerstraße 6 (Standort)                              | Katholische Pfarrkirche Herz Jesu                                  | Kirchhofmauer: Sandsteinquader, Anfang 20. Jahrhundert                                                                                        | D-5-74-123-7 zugehörig Wikidata  | weitere Bilder |
| Hauptstraße 24 (Standort)                                                     | Kriegergedächtniskapelle für die Gefallenen des Ersten Weltkrieges | Sandsteinquaderbau mit Zeltdach, bezeichnet „1921“                                                                                            | D-5-74-123-7 zugehörig Wikidata  | weitere Bilder |
| Hauptstraße 26 (Standort)                                                     | Ehemaliges Wohnhaus                                                | Eingeschossiger Steildachbau mit Fachwerkgiebel, bezeichnet „1668“, umgebaut wohl zweite Hälfte 18. Jahrhundert                               | D-5-74-123-8 Wikidata            | weitere Bilder |
| Hauptstraße 27 (Standort)                                                     | Wohnhaus                                                           | Zweigeschossiger massiver Steildachbau mit Fachwerkgiebel, im Kern 17./18. Jahrhundert                                                        | D-5-74-123-9 Wikidata            | weitere Bilder |
| Hauptstraße 32 (Standort)                                                     | Wohn- und Geschäftshaus                                            | Zweigeschossiger Steildachbau mit Fachwerkobergeschoss und -giebel, Anfang 18. Jahrhundert                                                    | D-5-74-123-12 Wikidata           | weitere Bilder |
| Hauptstraße 33 (Standort)                                                     | Rathaus                                                            | Sandsteinquaderbau mit Fachwerkobergeschoss, Walmdach mit Dachreiter, bezeichnet „1640“ und „1652“, nach Zerstörung neu errichtet 1948/49     | D-5-74-123-13 Wikidata           | weitere Bilder |
| Hauptstraße 39 (Standort)                                                     | Gasthaus                                                           | Zweigeschossiger Satteldachbau, im Kern Fachwerk, 17./18. Jahrhundert                                                                         | D-5-74-123-14 Wikidata           | weitere Bilder |
| Hauptstraße 43 (Standort)                                                     | Wohn- und Geschäftshaus                                            | Zweigeschossiger Sandsteinquaderbau mit Walmdach, 1717, modern verputzt                                                                       | D-5-74-123-16 Wikidata           | weitere Bilder |
| Hauptstraße 48 (Standort)                                                     | Ehemaliges Gasthaus                                                | Zweigeschossiger Sandsteinquaderbau mit Fachwerkobergeschoss und -giebel, 17./18. Jahrhundert                                                 | D-5-74-123-17 Wikidata           | weitere Bilder |
| Hauptstraße 50 (Standort)                                                     | Wohnhaus                                                           | Eingeschossiger Sandsteinquaderbau mit Satteldach, 18. Jahrhundert                                                                            | D-5-74-123-18 Wikidata           | weitere Bilder |
| Hauptstraße 52 (Standort)                                                     | Nebengebäude                                                       | Zweigeschossiger Satteldachbau mit Fachwerkobergeschoss und -giebel, 18. Jahrhundert                                                          | D-5-74-123-19 Wikidata           | weitere Bilder |
| Hauptstraße 54 (Standort)                                                     | Evangelisch-lutherische Pfarrkirche St. Jakob                      | Chorturm-Untergeschoss zweite Hälfte 14. Jahrhundert, Langhaus 1849/50, erneuert 1950/51; mit Ausstattung                                     | D-5-74-123-20 Wikidata           | weitere Bilder |
| Hauptstraße 54; Hauptstraße 56 (Standort)                                     | Evangelisch-lutherische Pfarrkirche St. Jakob                      | Kirchhofmauer | D-5-74-123-20 zugehörig Wikidata | weitere Bilder |
| Hauptstraße 58 (Standort)                                                     | Wohnhaus, Mesnerhaus                                               | Zweigeschossiger Sandsteinquaderbau mit Walmdach, 18. Jahrhundert                                                                             | D-5-74-123-22 Wikidata           | weitere Bilder |
| Hauptstraße 64 (Standort)                                                     | Pfarrhaus                                                          | Zweigeschossiger Sandsteinquaderbau mit Walmdach, 1732                                                                                        | D-5-74-123-24 Wikidata           | weitere Bilder |
| Hauptstraße 64 (Standort)                                                     | Pfarrhaus                                                          | Nebengebäude: Sandstein, wohl 18. Jahrhundert                                                                                                 | D-5-74-123-24 zugehörig Wikidata | weitere Bilder |
| Hauptstraße 64 (Standort)                                                     | Pfarrhaus                                                          | Einfriedung: Sandsteinpfosten, wohl 18. Jahrhundert                                                                                           | D-5-74-123-24 zugehörig Wikidata | weitere Bilder |
| Hauptstraße 70 (Standort)                                                     | Ehemaliger Herrensitz                                              | Sogenanntes Tucherschloss: dreigeschossiger Sandsteinquaderbau mit Treppenturm, im Kern 1591, seit dem 18. Jahrhundert mehrfach umgebaut      | D-5-74-123-25 Wikidata           | weitere Bilder |
| Hauptstraße 72 (Standort)                                                     | Ehemaliger Herrensitz                                              | Ehemaliges Gartenhaus: langgestreckter Satteldachbau, massiv und Fachwerk, 1598/99 (dendrochronologisch datiert)                              | D-5-74-123-25 zugehörig Wikidata | weitere Bilder |
| Hauptstraße 72 (Standort)                                                     | Ehemaliger Herrensitz                                              | Ehemaliges Sommerhaus: schmaler eingeschossiger Fachwerkbau, wohl frühes 17. Jahrhundert                                                      | D-5-74-123-25 zugehörig Wikidata | weitere Bilder |
| Mittlerer Zeidlerweg 8 (Standort)                                             | Herrensitz                                                         | Sogenanntes Zeidlerschloss: turmartiger dreigeschossiger Sandsteinquaderbau mit Walmdach, bezeichnet „1559“                                   | D-5-74-123-26 Wikidata           | weitere Bilder |
| Nähe Mittlerer Zeidlerweg (Standort)                                          | Herrensitz                                                         | Bogenbrücke: Sandstein, 17./18. Jahrhundert                                                                                                   | D-5-74-123-26 zugehörig Wikidata | weitere Bilder |
| Mittlerer Zeidlerweg 6 (Standort)                                             | Herrensitz                                                         | Ehemaliges Wärterhaus: eingeschossiger Satteldachbau, Fachwerk und Sandsteinquader, 18./19. Jahrhundert                                       | D-5-74-123-26 zugehörig Wikidata | weitere Bilder |
| Nähe Wiesenstraße; Am Lechle (Standort)                                       | Wegkreuz                                                           | Sandstein, spätmittelalterlich | D-5-74-123-39 Wikidata           | weitere Bilder |
| Oberer Zeidlerweg 2 (Standort)                                                | Ehemaliges Gerichtsgebäude, sogenanntes Zeidelgericht              | Zweigeschossiger Walmdachbau, Sandsteinquadermauerwerk verputzt, wohl erste Hälfte 18. Jahrhundert                                            | D-5-74-123-27 Wikidata           | weitere Bilder |
| Pfinzingstraße 6 (Standort)                                                   | Ehemaliges Wohnhaus                                                | Zweigeschossiger Fachwerkbau mit Steildach und Aufzugsgaube, 17. Jahrhundert                                                                  | D-5-74-123-29 Wikidata           | weitere Bilder |
| Pfinzingstraße 10 (Standort)                                                  | Ehemaliger Herrensitz                                              | Sogenanntes Pfinzingschloss: dreigeschossiger Quaderbau mit Eckerkern, zweite Hälfte 16. Jahrhundert; mit Ausstattung                         | D-5-74-123-31 Wikidata           | weitere Bilder |
| Pfinzingstraße 8 (Standort)                                                   | Ehemaliger Herrensitz                                              | Nebengebäude: schmaler zweigeschossiger Sandsteinquaderbau, im Kern wohl zweite Hälfte 16./17. Jahrhundert                                    | D-5-74-123-31 zugehörig Wikidata | weitere Bilder |
| Pfinzingstraße 12; Pfinzingstraße 14 (Standort)                               | Ehemaliger Herrensitz                                              | Nebengebäude: zwei eingeschossige Sandsteinquaderbauten, 17. bis 19. Jahrhundert, zum Teil entkernt                                           | D-5-74-123-31 zugehörig Wikidata | weitere Bilder |
| Pfinzingstraße 16 (Standort)                                                  | Wohnhaus                                                           | Eingeschossiger Sandsteinquaderbau mit Steildach, 17. Jahrhundert (bezeichnet „1603“)                                                         | D-5-74-123-34 Wikidata           | weitere Bilder |
| Regensburger Straße 12; Abzweigung Regensburger Straße/Bogenstraße (Standort) | Wegkreuz                                                           | Sandstein, spätmittelalterlich | D-5-74-123-38 Wikidata           | weitere Bilder |
| Untere Kellerstraße 4 (Standort)                                              | Wohnhaus                                                           | Eingeschossiger Sandsteinquaderbau, bezeichnet „1878“                                                                                         | D-5-74-123-36 Wikidata           | weitere Bilder |
| Unterer Zeidlerweg 2 (Standort)                                               | Wohnhaus                                                           | Zweigeschossiger Satteldachbau, Erdgeschoss massiv, Obergeschoss und Giebel Fachwerk, 17. Jahrhundert                                         | D-5-74-123-37 Wikidata           | weitere Bilder |
| Unterer Zeidlerweg 2 (Standort)                                               | Wohnhaus                                                           | Stadel: Satteldachbau, Sandsteinquader und Fachwerk, bezeichnet „1807“                                                                        | D-5-74-123-37 zugehörig Wikidata | weitere Bilder |
| Walburgisweg 35 (Standort)                                                    | Ehemaliges Kurhotel, sogenanntes Waldschlösschen                   | Zweigeschossiger, villenartiger Sandsteinquaderbau mit reich gegliederten Fassaden und Mansardwalmdach, in Formen der Neurenaissance, um 1886 | D-5-74-123-52 Wikidata           | weitere Bilder |

### Gauchsmühle
| Lage                            | Objekt                | Beschreibung | Akten-Nr.                        | Bild           |
| ------------------------------- | --------------------- | --- | -------------------------------- | -------------- |
| An der Gauchsmühle 9 (Standort) | Ehemaliger Herrensitz | Ehemaliges Herrenhaus: zweigeschossiger Sandsteinquaderbau mit Mansardwalmdach, Fassadengliederung, 1746/47; mit Ausstattung | D-5-74-123-40 Wikidata           | weitere Bilder |
| An der Gauchsmühle 7 (Standort) | Ehemaliger Herrensitz | Ehemaliges Gesindehaus: eingeschossiger Walmdachbau, massiv und Fachwerk, wohl 1746/47                                       | D-5-74-123-40 zugehörig Wikidata | weitere Bilder |
| Gauchsmühle 2 (Standort)        | Ehemaliges Gasthaus   | Sandsteinquaderbau mit Steildach, 19. Jahrhundert                                                                            | D-5-74-123-41 Wikidata           | weitere Bilder |
| Gauchsmühle 2 (Standort)        | Ehemaliges Gasthaus   | Backofen: 19. Jahrhundert | D-5-74-123-41 zugehörig Wikidata | weitere Bilder |
| Gauchsmühle 4 (Standort)        | Ehemaliger Forsthof   | Forsthaus: erdgeschossiger Sandsteinbau mit Satteldach und Kniestock, um 1850/60                                             | D-5-74-123-53 Wikidata           | weitere Bilder |
| Gauchsmühle 4 (Standort)        | Ehemaliger Forsthof   | Scheune: Sandsteinbau mit Satteldach und mittiger Toreinfahrt, um 1850/60                                                    | D-5-74-123-53 zugehörig          | BW             |
| Gauchsmühle 4 (Standort)        | Ehemaliger Forsthof   | Waschhaus mit Holzlege: um 1850/60 Brunnentrog des ehemaligen Hofbrunnens: um 1850/60                                        | D-5-74-123-53 zugehörig          | BW             |

### Hahnhof
| Lage                 | Objekt                              | Beschreibung                                                                                  | Akten-Nr.                        | Bild           |
| -------------------- | ----------------------------------- | --------------------------------------------------------------------------------------------- | -------------------------------- | -------------- |
| Hahnhof 2 (Standort) | Ehemaliges Schmiede- und Hammerwerk | Wohnhaus: eingeschossiger Sandsteinquaderbau, Giebel und Zwerchhaus Fachwerk, 18. Jahrhundert | D-5-74-123-42 Wikidata           | weitere Bilder |
| Hahnhof 2 (Standort) | Ehemaliges Schmiede- und Hammerwerk | Scheuer: Fachwerkbau auf Sandsteinquadersockel, 17./18. Jahrhundert, erneuert                 | D-5-74-123-42 zugehörig Wikidata | weitere Bilder |
| Hahnhof 2 (Standort) | Ehemaliges Schmiede- und Hammerwerk | Scheune: Fachwerkbau mit Steildach, 18./19. Jahrhundert                                       | D-5-74-123-42 zugehörig Wikidata | weitere Bilder |

### Moosbach
| Lage                                 | Objekt        | Beschreibung | Akten-Nr.                        | Bild           |
| ------------------------------------ | ------------- | --- | -------------------------------- | -------------- |
| Birnthoner Weg 1 (Standort)          | Wohnstallhaus | Eingeschossiger Steildachbau, im Kern 18. Jahrhundert                                                                               | D-5-74-123-43 Wikidata           | weitere Bilder |
| Birnthoner Weg 1 (Standort)          | Wohnstallhaus | Scheune: Fachwerkbau, 18./19. Jahrhundert                                                                                           | D-5-74-123-43 zugehörig Wikidata | weitere Bilder |
| Moosbacher Hauptstraße 12 (Standort) | Villa         | Zweigeschossiger Sandsteinquaderbau mit Walmdach, mit Jugendstildekor, Anfang 20. Jahrhundert                                       | D-5-74-123-44 Wikidata           | weitere Bilder |
| Moosbacher Hauptstraße 35 (Standort) | Wohnstallhaus | Eingeschossiger breitgelagerter Halbwalmdachbau mit Giebelfachwerk, Mitte 16. Jahrhundert, teilweise ausgemauert im 19. Jahrhundert | D-5-74-123-45 Wikidata           | weitere Bilder |

### Weiherhaus
| Lage                                                                                             | Objekt     | Beschreibung | Akten-Nr.               | Bild           |
| ------------------------------------------------------------------------------------------------ | ---------- | --- | ----------------------- | -------------- |
| Weiherhaus 3 (Standort)                                                                          | Herrenhaus | Zweigeschossiger Massivbau mit flachem Mittelrisalit und Mansardwalmdach, 1700 (dendrochronologisch datiert), nach Kriegsschäden (1943) teilweise erneuert; mit Ausstattung. | D-5-74-123-47 Wikidata  | weitere Bilder |
| Weiherhaus 3 (Standort)                                                                          | Herrenhaus | Schlosspark | D-5-74-123-47 zugehörig | weitere Bilder |
| Weiherhaus 5; Schalnwiesen (Standort)                                                            | Bauernhof  | Wohnstallhaus: Sandsteinquaderbau mit rückwärtigem Fachwerkgiebel, wohl erste Hälfte 19. Jahrhundert, Wohnteil aufgestockt, wohl zweite Hälfte 19. Jahrhundert               | D-5-74-123-48 Wikidata  | weitere Bilder |
| Weiherhaus 5; Schalnwiesen (Standort)                                                            | Bauernhof  | Scheune: Fachwerkbau mit Satteldach, Mitte 19. Jahrhundert | D-5-74-123-48 zugehörig | weitere Bilder |
| Weiherhaus 5; Schalnwiesen (Standort)                                                            | Bauernhof  | Backhaus: kleiner Backsteinbau mit Satteldach, zweite Hälfte 19. Jahrhundert                                                                                                 | D-5-74-123-48 zugehörig | weitere Bilder |
| Weiherhaus 5; Schalnwiesen (Standort)                                                            | Bauernhof  | Brunnen: mit gusseiserner Pumpe, zweite Hälfte 19. Jahrhundert | D-5-74-123-48 zugehörig | weitere Bilder |
| Wurzelgraben; Fichtach; am alten Weg nach Altenthann (etwa 350 m nach der Abzweigung) (Standort) | Kreuz      | Sandstein, bezeichnet „1672“ | D-5-74-123-49 Wikidata  | weitere Bilder |

## Ehemalige Baudenkmäler
In diesem Abschnitt sind Objekte aufgeführt, die früher einmal in der Denkmalliste eingetragen waren, jetzt aber nicht mehr. Objekte, die in anderem Zusammenhang also z. B. als Teil eines Baudenkmals weiter eingetragen sind, sollen hier nicht aufgeführt werden. Aktennummern in diesem Abschnitt sind ehemalige, jetzt nicht mehr gültige Aktennummern.

| Lage                             | Objekt                        | Beschreibung                                                                   | Akten-Nr.                                | Bild           |
| -------------------------------- | ----------------------------- | ------------------------------------------------------------------------------ | ---------------------------------------- | -------------- |
| Feucht Hauptstraße 37 (Standort) | Ehemaliges Wirtschaftsgebäude | Zweigeschossiger Satteldachbau mit Fachwerkobergeschoss, bezeichnet mit „1697“ | ehemals D-5-74-123-14 zugehörig Wikidata | weitere Bilder |